# Clarette Gallotti
Clarette Gallotti (fl. XX secolo) è stata un'imprenditrice e stilista italiana.

## Biografia
Clarette Gallotti, nobildonna napoletana, dopo la seconda guerra mondiale trasforma in azienda una realtà economica pre-esiste sull'isola di Capri e chiamata "tessitrice dell'isola". L'attività non era regolamentata ed era costituita da diverse giovani donne che filavano e tessevano vesti, coperte, biancheria per la dote in diversi materiali, canapa, lino, lana e seta. Clarette Gallotti aggrega tutti i telai dapprima nei locali del ex-Monastero di San Michele (annesso alla Chiesa di San Michele Arcangelo) e poi in altra sede, ed inizia la produzione di scialli e tovaglie fino ad arrivare negli anni successivi a completi da spiaggia e vestiti che vengono esportati in tutto il mondo. L'azienda dà lavoro a circa 70 donne, tutte di Anacapri, tranne le modiste provenienti dalla Svizzera.
Nel 1948 Emilio Pucci affida all'azienda di Clarette Gallotti la realizzazione di giacconi di lana per un ordine proveniente dagli Stati Uniti. Da quel momento viene affidata alla "Tessitrice dell'isola" la confezione delle giacche del brand Pucci.
Il 12 febbraio 1951 Clarette Gallotti partecipa alla prima sfilata di moda tenutasi in Italia presso la residenza privata di Giovanni Battista Giorgini a Firenze alla presenza di acquirenti di diversi grandi magazzini di lusso provenienti dagli Stati Uniti e dal Canada, tra questi i buyer di B. Altman and Company, una catena di grandi magazzini di lusso statunitense e del canadese Morgan's. Alla sfilata parteciparono sia case di alta moda sia di prêt-à-porter, all'epoca chiamato moda-boutique.
All'evento diede risalto Harper's Bazaar, il successo fu tale che la sfilata venne ripetuta, in versione estiva, nel luglio dello stesso anno e dall'anno successivo divenne un appuntamento regolare a Palazzo Pitti, dando l'avvio in Italia all'industria dell'alta moda fino a quel tempo monopolio delle maison parigine.
Nel luglio del 1954, insieme alle Sorelle Fontana, Vincenzo Ferdinandi, Emilio Schuberth, Giovannelli-Sciarra, Eleonora Garnett e Mingolini-Gugenheim partecipa ad "Alta Moda a Castel Sant'Angelo". In quella occasione furono premiate le statunitensi Sally Kirkland, Fashion Editor di Life e di Vogue USA, Alice Perkins, Fashion Editor di Women's Wear Daily per il loro ruolo di ambasciatrici della moda italiana negli Stati Uniti e la stilista Hannah Troy.